# Consejo Sudamericano de Nuevas Federaciones de Fútbol
El Consejo Sudamericano de Nuevas Federaciones de Fútbol (en portugués: Conselho Sul-Americano de Novas Federações de Futebol), conocido por su abreviado COSANFF (antes conocida como CSANF) es una organización no gubernamental (ONG) de nivel continental de fútbol no FIFA en América del Sur, siendo uno de los dos únicos existentes en el mundo y el único existente a nivel continental, fundado el 25 de mayo de 2007 y con sede en Buenos Aires, Argentina.
La misión de COSANFF es organizar el Fútbol No FIFA en América del Sur, promoviendo la integración, el intercambio y el desarrollo humano a través del deporte en territorios, pueblos, comunidades, minorías y dependencias en el continente que no tienen apoyo, dando la posibilidad a todos las regiones para afiliarse, sendo vistos y conocidos por todos en todo el mundo a través del fútbol. 
La confederación también organiza una copa, la Copa CSANF, cuya primera edición se organizó en 2011, con tres ediciones en total (la segunda edición en 2014 y la tercera en 2017).

## Historia
La historia del COSANFF se produce en 2003, cuando Gonzalo Parada, actual presidente de la organización, fue nombrado representante general de la desaparecida Junta de NF-Board en América Latina. A partir de ahí, se realizaron búsquedas para encontrar personas interesadas en ayudar con los proyectos de la NF-Board para la región, en países como México, Chile, Uruguay y Brasil. Durante este trabajo inicial, se verificó una gran cantidad de miembros que podrían afiliarse y algunas personas estaban dispuestas a ayudar con el proyecto, lo que resultó en 2007 en la decisión de crear en América del Sur una organización autónoma para cuidar los sitios que se convertirían en afiliados, el COSANFF, fundada por Gonzalo Parada (Argentina), Oswaldo Ugarte (México), Jorge González Aburto (Chile) y Daniel Cañete (Uruguay). En 2019, para renovar las autoridades y fortalecer su presencia continental, el Consejo Sudamericano de Nuevas Federaciones eligió nuevos cargos para su alta dirección. La intención es asegurar que en el mismo año COSANFF participe activamente en el continente sudamericano, con grandes posibilidades de enviar un representante para la Copa Mundial de Fútbol de ConIFA. En este último punto, COSANFF está colaborando activamente, esperando una respuesta positiva de esta organización internacional.

## Miembros[4]
| Selección                           | Área                                        | Membresía                             | Año federación se unió a COSANFF |
| ----------------------------------- | ------------------------------------------- | ------------------------------------- | -------------------------------- |
| Aimara                              | Principalmente Chile también: Bolivia, Perú | Miembro completo                      | 2010                             |
| Islas Juan Fernández                | Chile                                       | Miembro completo                      | 2010                             |
| Mapuche                             | Chile                                       | Miembro completo                      | 2010                             |
| Fernando de Noronha                 | Brasil                                      | Miembro completo                      | 2012                             |
| Roraima                             | Brasil                                      | Miembro completo                      | 2016                             |
| Indígenas de Panamá                 | Panamá                                      | Miembro completo                      | 2016                             |
| Chiloé                              | Chile                                       | Miembro completo                      | 2021                             |
| Tierra del Fuego                    | Argentina                                   | asociado                              | 2020                             |
|                                     |                                             |                                       |                                  |
| Acreditada como miembros especiales |                                             |                                       |                                  |
| Rapa Nui                            | Chile                                       | Asociado especial Equipo: CF Rapa Nui | 2010                             |
| Esperanto                           | Internacional                               | Asociado especial                     | 2014                             |
| Comunidad Armenia Argentina         | Argentina                                   | Asociado especial                     | 2014                             |

## Organización
COSANFF tiene representantes en 5 de 13 países sudamericanos (Argentina, Chile, Brasil, Colombia y Uruguay) y uno representante especial en España. El Consejo Sudamericano de Nuevas Federaciones de Fútbol tiene un total de 11 empleados, llamados "delegados", incluidos el presidente, el vicepresidente y el secretario general.

### Junta
- Gonzalo Esteban Parada (Presidente)
- Thiago Fernandes Monteiro (Vicepresidente)
- Gonzalo Flores Domarchi (Secretario General)

### Otros representantes
(actuales y anteriores)
- Facundo Mango Vorrath
- Javier Luis Parada
- Jorge González Aburto
- Benedito Júnior
- Anderson Fernandes Borges
- Esteban Riveros Zárate
- Daniel Stéfano Cañete
- Raúl Sánchez (representante especial)

## Competiciones organizadas
| Torneo       | Último torneo   | Campeón vigente             | Próximo torneo |
| ------------ | --------------- | --------------------------- | -------------- |
| Copa COSANFF | Copa CSANF 2017 | Comunidad Armenia Argentina | Por definir    |

La Copa COSANFF, anteriormente llamada Copa CSANF, es la única y principal competición entre los equipos de fútbol de los pueblos y regiones afiliados al CSANF. El torneo se celebró por primera vez 2011, y se celebró hasta ese momento en un formato de partido único, debido a las dificultades financieras de la mayoría de los afiliados, por lo que no hay una fase de eliminación para participar, y los torneos son realizados por los equipos que están dispuestos a participar. Desde su inicio, se han celebrado tres ediciones:
- 2011: Copa CSANF 2011
- 2014: Copa CSANF  - Fraternidad Internacional
- 2017: Copa CSANF - 10 Años (nombre dado en celebración de los 10 años de la organización)

Desde 2019, con la afiliación de dos de los miembros de CSANF a la ConIFA, el actual campeón de la Copa CSANF (si está afiliado a la ConIFA), tiene derecho a participar en la próxima edición de la Copa Mundial de fútbol de ConIFA, comenzando a representar a América del Sur (hasta 2019 ConIFA no tenía ningún miembro sudamericano afiliado y por lo tanto, la Copa del Mundo se celebró sin la participación de América del Sur), pero no está obligado a participar. Si el campeón no está afiliado o no tiene la condición financiera para participar, el segundo lugar irá (si está afiliado a ConIFA) o el equipo sudamericano que está afiliado a ConIFA.
| Año          | Sede                        | Campeón                     | Final Resultado | Subcampeón          | Tercer lugar                | Resultado                   | Cuarto lugar                |
| ------------ | --------------------------- | --------------------------- | --------------- | ------------------- | --------------------------- | --------------------------- | --------------------------- |
| 2011 Detalle | Archipiélago Juan Fernández | Islas Juan Fernández        | 1:1 (4-3 pen.)  | Aimara              | Solo hubo dos participantes | Solo hubo dos participantes | Solo hubo dos participantes |
| 2014 Detalle | Buenos Aires                | Comunidad Armenia Argentina | 8:3             | Esperanto           | Solo hubo dos participantes | Solo hubo dos participantes | Solo hubo dos participantes |
| 2017 Detalle | Buenos Aires                | Comunidad Armenia Argentina | 10:0            | Fernando de Noronha | Solo hubo dos participantes | Solo hubo dos participantes | Solo hubo dos participantes |